# نفيل بن حبيب
نفيل بن حبيب الخثعمي (توفي بعد 570م - 53 ق هـ): شاعر وفارس جاهلي يلقب بذي اليدين. كان من أدلة أبرهة الحبشي في زحفه على مكة. عاصر وشهد غزوة أبرهة الحبشي والذين معه من الأحباش - وهم أصحاب الفيل - للكعبة وهلاكهم. وتنسب له أبيات في يوم الفيل.

## النسب
نفيل بن حبيب بن عبد الله بن جزء بن عامر بن مالك بن واهب بن جليحة بن أكلب بن ربيعة بن عفرس بن جلف بن أفتل، وهو خثعم. ويلقب ذي اليدين وسمي بذلك لطولهما.

## نبأ نفيل في يوم الفيل

### الرواية الأولى
لما تهيأ وسار أبرهة بفرق من الأحباش ومعه الفيل (محمود) من صنعاء قاصداً مكة لهدم الكعبة تهيأ للتصدي إليه اثنان من العرب أحدهم ذو نفر بصعدة، وثانهما نفيل بن حبيب الخثعمي،وكان نفيل من وجهاء قبيلة خثعم، وقد ذكر ابن هشام وابن كثير بسندهما عن ابن إسحاق عن مسير أبرهة مايلي نصه: «أمر أبرهة الحبشة فتهيأت وتجهزت، ثم سار وخرج معه بالفيل، وسمعت بذلك العرب، فأعظموه وفظعوا به، ورأوا جهاده حقا عليهم، حين سمعوا بأنه يريد هدم الكعبة بيت الله الحرام.
فخرج إليه رجل كان من أشراف أهل اليمن وملوكهم يقال له ذو نفر. فدعا قومه ومن أجابه من سائر العرب إلى حرب أبرهة، وجهاده عن بيت الله الحرام، وما يريده من هدمه وإخرابه، فأجابه من أجابه إلى ذلك، ثم عرض له فقاتله، فهزم ذو نقر وأصحابه، وأخذ له ذو نفر، فأتي به أسيرا. فلما أراد قتله قال له ذو نفر: يا أيها الملك لا تقتلني، فإنه عسى أن يكون بقائي معك خيرا لك من القتل. فتركه من القتل، وحبسه عنده في وثاق.
وكان أبرهة رجلا حليما، ثم مضى أبرهة على وجهه ذلك يريد ما خرج له، حتى إذا كان بأرض خثعم عرض له نفيل بن حبيب الخثعمي، في قبيلتي خثعم، وهما شهران وناهس ومن تبعه من قبائل العرب، فقاتله فهزمه أبرهة وأخذ له نفيل أسيرا فأتى به.
فلما همَّ بقتله قال له نفيل: أيها الملك لا تقتلني فأني دليلك بأرض العرب، وهاتان يداي لك على قبيلتي خثعم - شهران وناهس - بالسمع والطاعة، فخلى سبيله. وخرج به معه يدله».
قال ابن كثير:«فلما أصبح أبرهة تهيأ لدخول مكة، وهيأ فيله، وعبى جيشه، وكان اسم الفيل: محمودا. فلما وجهوا الفيل إلى مكة، أقبل نفيل بن حبيب حتى قام إلى جنب الفيل، ثم أخذ بأذنه، فقال: ابرك محمود، وارجع راشدا من حيث أتيت، فإنك في بلد الله الحرام. وأرسل أُذنه فبرك الفيل. قال السهيلي: أي سقط إلى الأرض، وليس من شأن الفيلة أن تبرك، وقد قيل: إن منها ما يبرك كالبعير، فالله أعلم. وخرج نفيل بن حبيب يشتد حتى أصعد في الجبل، وضربوا الفيل ليقوم فأبى، فضربوا رأسه بالطبرزين ليقوم فأبى، فادخلوا محاجن لهم في مراقه فبزغوه بها ليقوم فأبى، فوجهوه راجعا إلى اليمن فقام يهرول، ووجهوه إلى الشام ففعل مثل ذلك، ووجهوه إلى المشرق ففعل مثل ذلك، ووجوه إلى مكة فبرك. وأرسل الله عليهم طيرا من البحر أمثال الخطاطيف والبلسان مع كل طائر منها ثلاثة أحجار يحملها: حجر في منقاره، وحجران في رجليه، أمثال الحمص والعدس لا تصيب منهم أحدا إلا هلك، وليس كلهم أصابت. وخرجوا هاربين يبتدرون الطريق التي منها جاءوا، ويسألون عن نفيل بن حبيب، ليدلهم على الطريق إلى اليمن».
وقد أصيب أغلب جنود أبرهة الذين كانوا بالقرب من الفيل، أما الذين كانوا بعيدا من ذلك الموضع فلم يصابوا، ومضوا هاربين يبتدرون طريق اليمن. وقال نفيل بن حبيب في ذلك قصيدته النونية، وقد ذكرت كتب التاريخ منها ستة أبيات وهي:

### الرواية الثانية
الرواية الأخرى تروي أن نفيل بن حبيب كان صديقًا لأبرهة الحبشي، وأنه كان يتعبد في كعبة اليمن التي بناها أبرهة كارهاً، ثم كان معاه دليلاً إلى مكة مع رئيس حمير، وكان شفيعاً ووسيط لعبد المطلب بن هاشم عند أبرهة، وقد ذكر ابن سعد البغدادي والواقدي والطبري بسندهم عن ابن عباس ما يلي نصه: «كان النجاشي وجه أرياط أبا أصحم في أربعة آلاف إلى اليمن فأدخلها وغلب عليها؛ فأكرم الملوك واستذل الفقراء، فقام رجل من الحبشة يقال له: إبرهة الأشرم أبو يكسوم فدعا إلى طاعته فأجابوه، فقتل أرياط وغلب على اليمن، فرأى الناس يتجهزون للحج فقال: أين يذهب الناس؟ قال: يحجون بيت الله بمكة. قال مما هو؟ قال: من حجارة. قال فما كسوته؟ قال مما يأتي من هنا وهناك. قال: والمسيح لأبنين لكم خيرا منه فبنى لهم بيتا عمله بالرخام الأبيض والأحمر والأصفر والأسود، وحلاه بالذهب والفضة، وحفه بالجواهر وجعل فيها ياقوتة حمراء عظيمة، وجعل له حجابا، وكان يوقد بالمندلي ويلطخ جدره بالمسك فيسودها حتى تغيب الجواهر، وأمر الناس بحجه، فحجه كثير من قبائل العرب سنين، ومكث فيه رجال يتعبدون ويتألهون ونسكوا له. وكان نفيل الخثعمي يورض له ما يكره فأمهل، فلما كان ليلة من الليالي لم ير أحدا يتحرك، فقام فجاء بعذرة فلطخ بها جبهته، وجمع جيفا وألقاها فيه، فأخبر إبرهة بذلك فغضب غضبا شديد وقال: إنما فعلت العرب غضبا لبيتهم، لأنقضنه حجرا حجرا، وكتب إلى النجاشي يخبره بذلك ويسأله أن يبعث إليه بفيله محمود، وكان فيلا لم ير مثله في الأرض عظما وجسما وقوة، فبعث به إليه.
فلما قدم عليه الفيل سار إبرهة بالناس ومعه ملك حمير ونفيل بن حبيب الخثعمي، فلما دنا من الحرم أمر أصحابه بالغارة على نعم الناس، فأصابوا إبلا لعبد المطلب، وكان نفيل صديقا لعبد المطلب فكلمه في إبله، فكلم نفيل إبرهة فقال: أيها الملك قد أتاك سيد العرب وأفضلهم قدرا وأقدمهم شرفا، يحمل على الجياد، ويعطي الأموال، ويطعم الناس، فأدخله على إبرهة، فقال: حاجتك؟ قال: ترد علي إبلي. فقال ما أرى ما بلغني عنك إلا الغرور، وقد ظننت أن تكلمني في بيتكم الذي هو شرفكم. فقال عبد المطلب: أردد علي إبلي ودونك البيت فإن له ربا سيمنعه.
فأمر برد إبله عليه، فلما قبضها قلدها النعال وأشعرها وجعلها هديا وثبتها في الحرم لكي يصاب منها شيء، فيغضب رب الحرم، وأوفى عبد المطلب على خيل ومعه عمرو بن عابد بن عمران بن مخزوم بن مطعم بن عدي، وأبو مسعود الثقفي، فقال عبد المطلب: اللهم إن المرء يمنع رحله وحلاله فامنع حلالك.
قال: فأقبلت الطير من البحر أبابيل، مع كل طير ثلاثة أحجار: حجران في رجليه وحجر في منقاره، وقذفت الحجارة عليهم، لا تصيب شيئا إلا هشمته إلا فقط ذلك الموضع، فكان ذلك أول ما رؤي من الجدري والحصبة والأشجار المرة فأهمدتهم الحجارة، وبعث الله سيلا عاتيا فذهب بهم إلى البحر فألقاهم فيه، وولى إبرهة ومن بقي معه هرابا».